# Bob Allen
Pour les articles homonymes, voir Allen.
Bob Allen (1932-1987) est un chef d'entreprise qui occupa plusieurs postes au sein de la société Walt Disney Parks and Resorts, filiale de la Walt Disney Company. Il a été nommé une Disney Legends à titre posthume en 1996.
Bob Allen commença sa carrière chez Disney en 1955 comme opérateur d'attraction à Disneyland. Puis il passa deux années comme responsable au sein du Celebrity Sports Center (en) basé à Denver avant de devenir le responsable du projet Disney's Mineral King Ski Resort.
En 1968 avec la fin du projet de station de ski, il devient le directeur des Services généraux de Disneyland. Il occupa le même poste à partir de 1970 dans le tout nouveau complexe de Walt Disney World Resort.
Il devient le vice-président de la partie hôtelière du complexe puis le 1er janvier 1977, du complexe entier et restera à ce poste jusqu'à son décès le 9 novembre 1987,,.